# Laugna

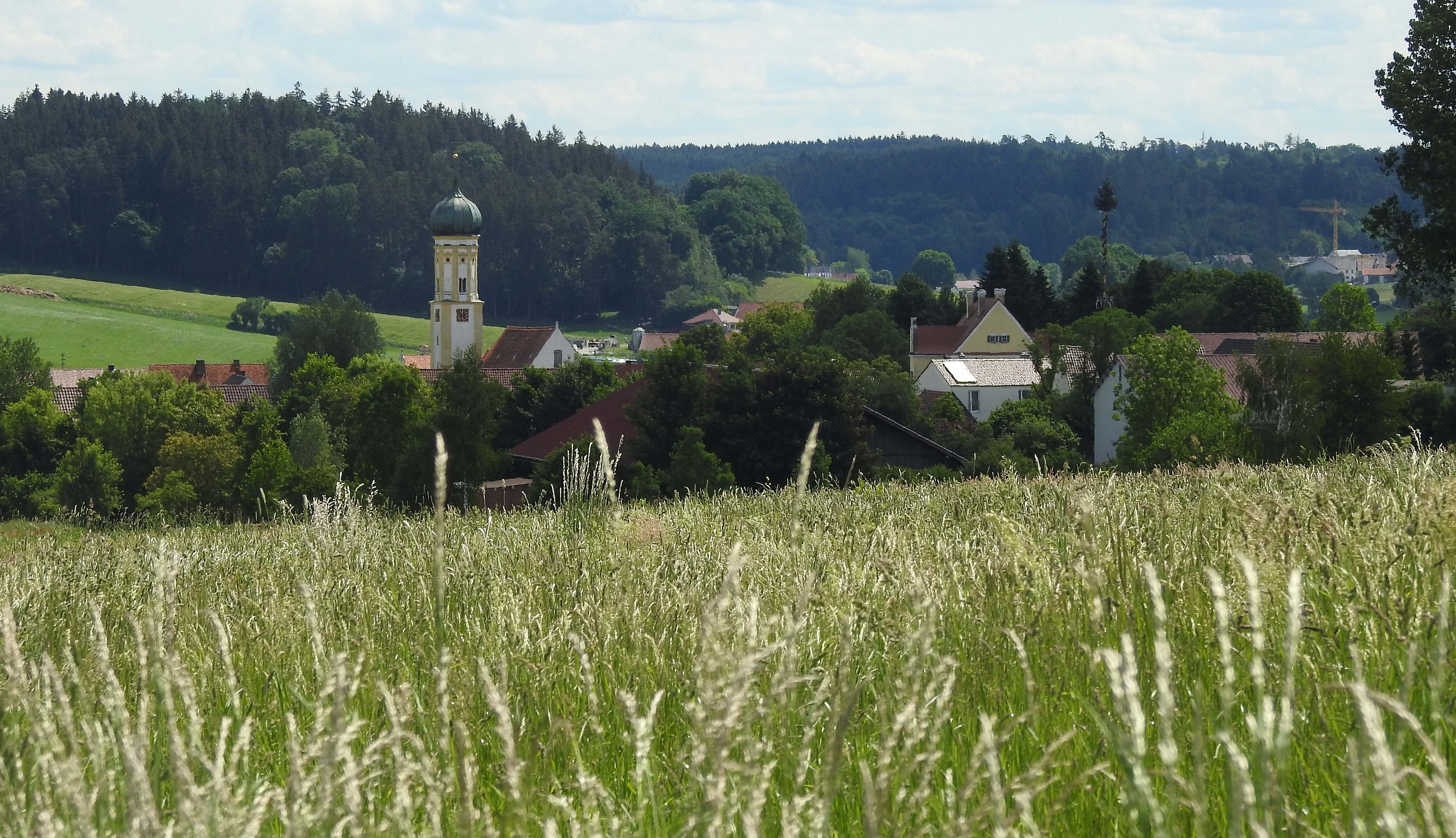
Laugna von Westen

Laugna ist eine Gemeinde im schwäbischen Landkreis Dillingen an der Donau. Sie ist Mitglied der Verwaltungsgemeinschaft Wertingen.

## Geographie
Die Gemeinde liegt zwischen Dillingen (15 km) und Augsburg (22 km), etwa 3,5 km südöstlich von Wertingen und ist Teil der Planungsregion Augsburg. Südlich der Gemeinde beginnt der Holzwinkel, ein Teil des Naturparks Augsburg – Westliche Wälder. Im Osten des Gemeindegebietes verläuft die Laugna und nimmt den Asbacher Bach auf.
Es gibt sieben Gemeindeteile (in Klammern sind der Siedlungstyp und die Einwohnerzahlen Stand Mai 2019 angegeben):
- Asbach (Dorf, 188 E.)
- Bocksberg (Kirchdorf, 304 E.)
- Hinterbuch (Dorf, 56 E.)
- Kaag (Weiler, 15 E.)
- Laugna (Pfarrdorf, 648 E.)
- Modelshausen (Pfarrdorf, 46 E.)
- Osterbuch (Pfarrdorf, 249 E.)

## Geschichte
Als früheste bekannte Besiedelung wird von einer keltischen Landnahme um 100 v. Chr. ausgegangen. Darauf deutet vor allem der vordeutsche Name „Longenaha“ oder umgangssprachlich „Longna“ hin. Um 15 v. Chr. besetzten die Römer das Gebiet. Um  410 n. Chr. wurden sie durch den Alemannischen Stamm der Sueben vertrieben; aus Laugna wurde eine germanische Urmark.
Laugna war im Besitz der Fuggerschen Familienstiftung, die 1613 die Herrschaft Bocksberg erworben hatte. Mit der Rheinbundakte 1806 kam der Ort zum Königreich Bayern. Im Zuge der Verwaltungsreformen in Bayern entstand mit dem Gemeindeedikt von 1818 die Gemeinde.

### Eingemeindungen
Alle Gemeindeteile der heutigen Gemeinde hatten zum 1972 aufgelösten Landkreis Wertingen gehört.
Am 1. Mai 1978 wurden im Zuge der Gemeindegebietsreform die Gemeinden Bocksberg mit seinen Gemeindeteilen Hinterbuch, Kaag und Modelshausen und Osterbuch mit seinem Gemeindeteil Asbach eingemeindet.
 Letzter Bürgermeister der alten Gemeinde Laugna war Johann Öttle, der auch als Bürgermeister der neuen Gemeinde wiedergewählt wurde.

### Einwohnerentwicklung
Zwischen 1988 und 2018 wuchs die Gemeinde von 1330 auf 1577 um 247 Einwohner bzw. um 18,6 %.
Heutiges Gemeindegebiet:
| Jahr      | 1961  | 1970  | 1987 | 1991 | 1995 | 2000 | 2005 | 2010 | 2015 |
| Einwohner | 1314  | 1304  | 1313 | 1422 | 1479 | 1533 | 1553 | 1543 | 1577 |
| Quelle    | [ 6 ] | [ 6 ] |      |      |      |      |      |      |      |

Ort Laugna:
| Jahr      | 1871  | 1950  | 1987  | 2019  |
| Einwohner | 508   | 766   | 654   | 648   |
| Quelle    | [ 7 ] | [ 8 ] | [ 9 ] | [ 4 ] |

## Politik und Öffentliche Verwaltung

### Bürgermeister
Erster Bürgermeister ist Johann Gebele, Zweiter Bürgermeister ist Helmut Bartsch (Parteilose Wählergruppe Laugna). Johann Gebele wurde im März 2014 im ersten Wahlgang erstmals zum Bürgermeister gewählt und am 15. März 2020 ohne Mitbewerber mit 96,6 % im Amt bestätigt.

#### Ehemalige Bürgermeister
- 1978–1980: Johann Öttle aus Laugna (vorher Bürgermeister der Altgemeinde Laugna)
- 1980–1996: Günter Meitinger aus Bocksberg
- 1996–2014: Georg Keis sen. aus Asbach

### Gemeinderat
Der Gemeinderat setzt sich wie folgt zusammen:
| Parteien und Wählergemeinschaften   | % 2020 | Sitze 2020 |
| ----------------------------------- | ------ | ---------- |
| Parteilose Wählergruppe Laugna      | 42,5   | 5          |
| Freie Wählergruppe Osterbuch        | 32,0   | 4          |
| Freie Wählergemeinschaft Bocksbergm | 25,5   | 3          |
| Gesamt                              | 100,0  | 12         |
| Wahlbeteiligung in %                | 65,0   | 65,0       |

### Verwaltung
Die Gemeinde ist Mitglied der Verwaltungsgemeinschaft Wertingen.

### Wappen
| Wappen von Laugna | Blasonierung: „Über goldenem Schildfuß, darin drei schräglinks gestellte und schräg abgeschnittene grüne Balken, gespalten von Blau und Gold; vorne ein goldenes Lilienkreuz, hinten ein schreitender schwarzer Bock auf ledigem grünen Vierberg.“ |
| Wappen von Laugna | Wappenbegründung: Im Zuge der Gemeindegebietsreform kamen die Gemeinden Bocksberg und Osterbuch zur Gemeinde Laugna. Das goldene Lilienkreuz führte die ehemalige Gemeinde Laugna in ihrem Wappen von 1967. Es weist auf das Augsburger Stift Hl. Kreuz, das 1337 erste Güter im Ort erwarb. Die Lilie ist das Wappensymbol der Fugger. Sie erwarben 1613 die Herrschaft Bocksberg-Laugna. Nachdem die Burg Bocksberg im Dreißigjährigen Krieg zerstört worden war, verlagerten sie den Sitz der Herrschaft in das Schloss Laugna, das um 1613 errichtet wurde. Der Bock steht redend für den Gemeindeteil Bocksberg und ist dem Wappen der Edelfreien von Bocksberg entnommen. Die Familie lässt sich zwischen 1254 und 1321 im Ort nachweisen. Der ursprüngliche Name von Osterbuch war Buch, das heißt eine Siedlung am Buchenwald. Zur Unterscheidung vom benachbarten Buch, auch Hinterbuch genannt, erscheint Osterbuch erstmals 1358 in der Bedeutung von das östlich gelegene Buch. Im 13. Jahrhundert war Osterbuch Sitz eines niederen Adelsgeschlechts, der Herren von Buch. Die Balken sind ihrem Wappen entnommen und lassen sich als Buchenstämme deuten. Dieses Wappen wird seit 1987 geführt. |

## Baudenkmäler
- Fuggerschloss in Laugna
- Katholische Pfarrkirche St. Elisabeth in Laugna
- Katholische Filialkirche Hl. Dreifaltigkeit und St. Leonhard in Bocksberg
- Katholische Pfarrkirche St. Peter in Modelshausen
- Katholische Pfarrkirche St. Michael in Osterbuch
- Katholische Ottilienkapelle in Asbach

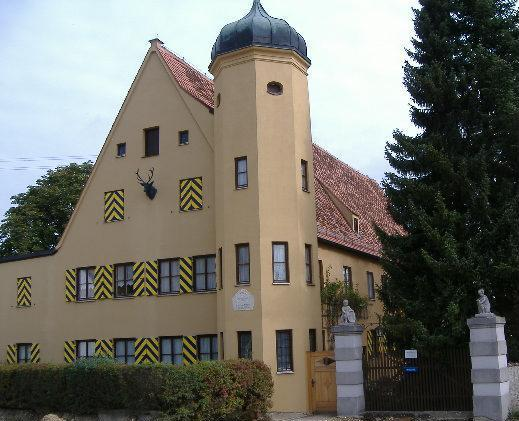
Fuggerschloss Laugna
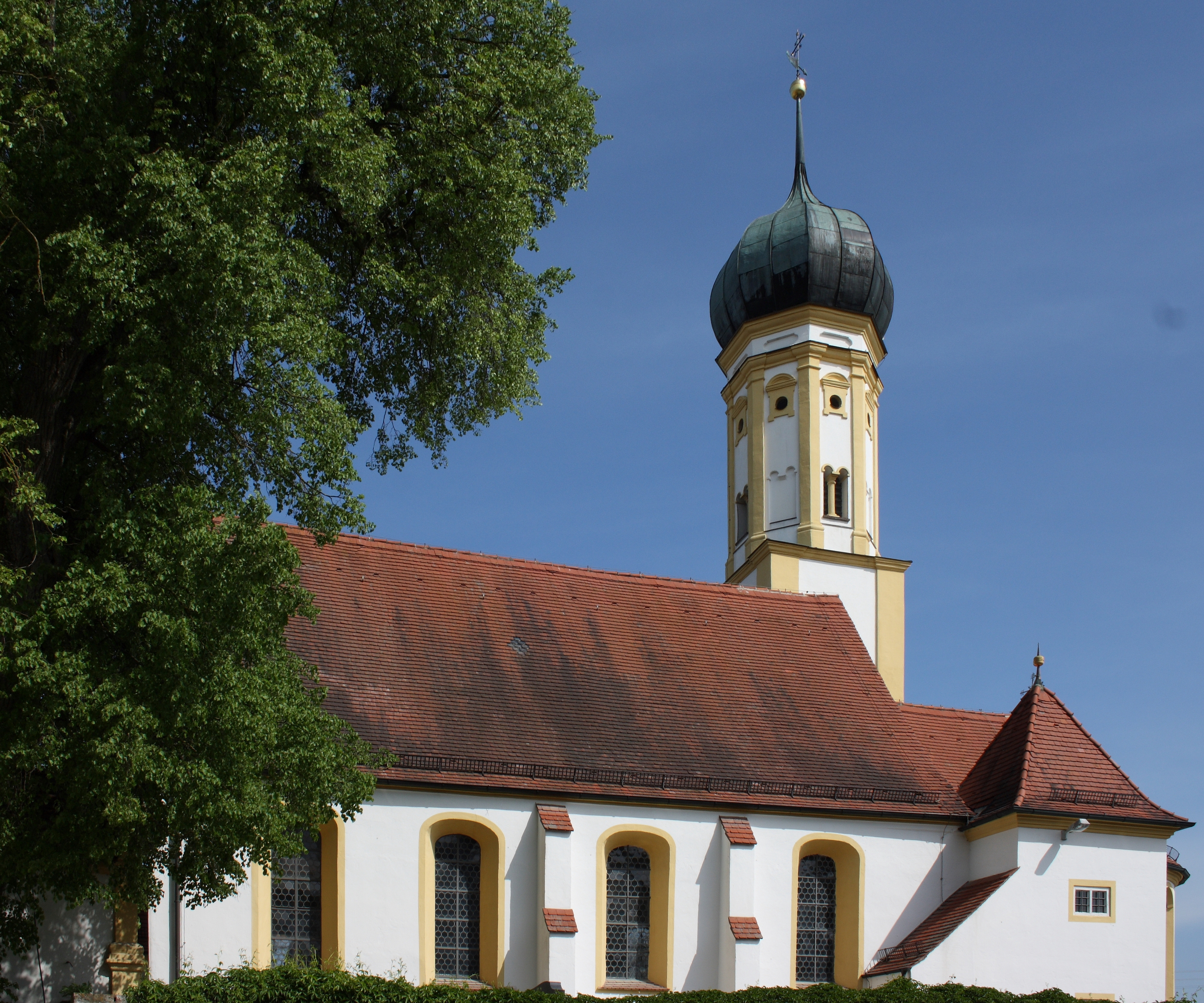
St. Elisabeth in Laugna
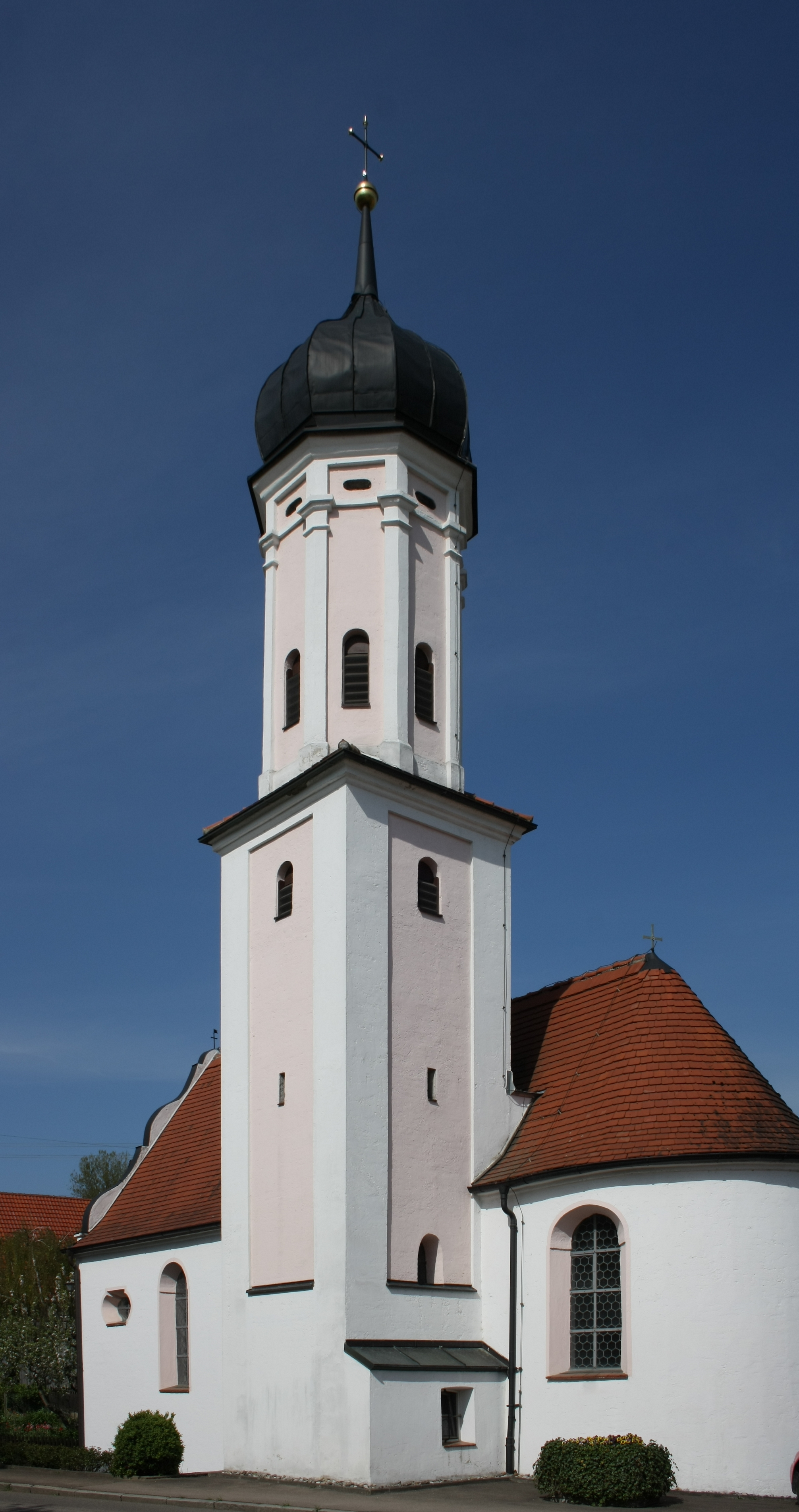
Hl. Dreifaltigkeit und St. Leonhard in Bocksberg
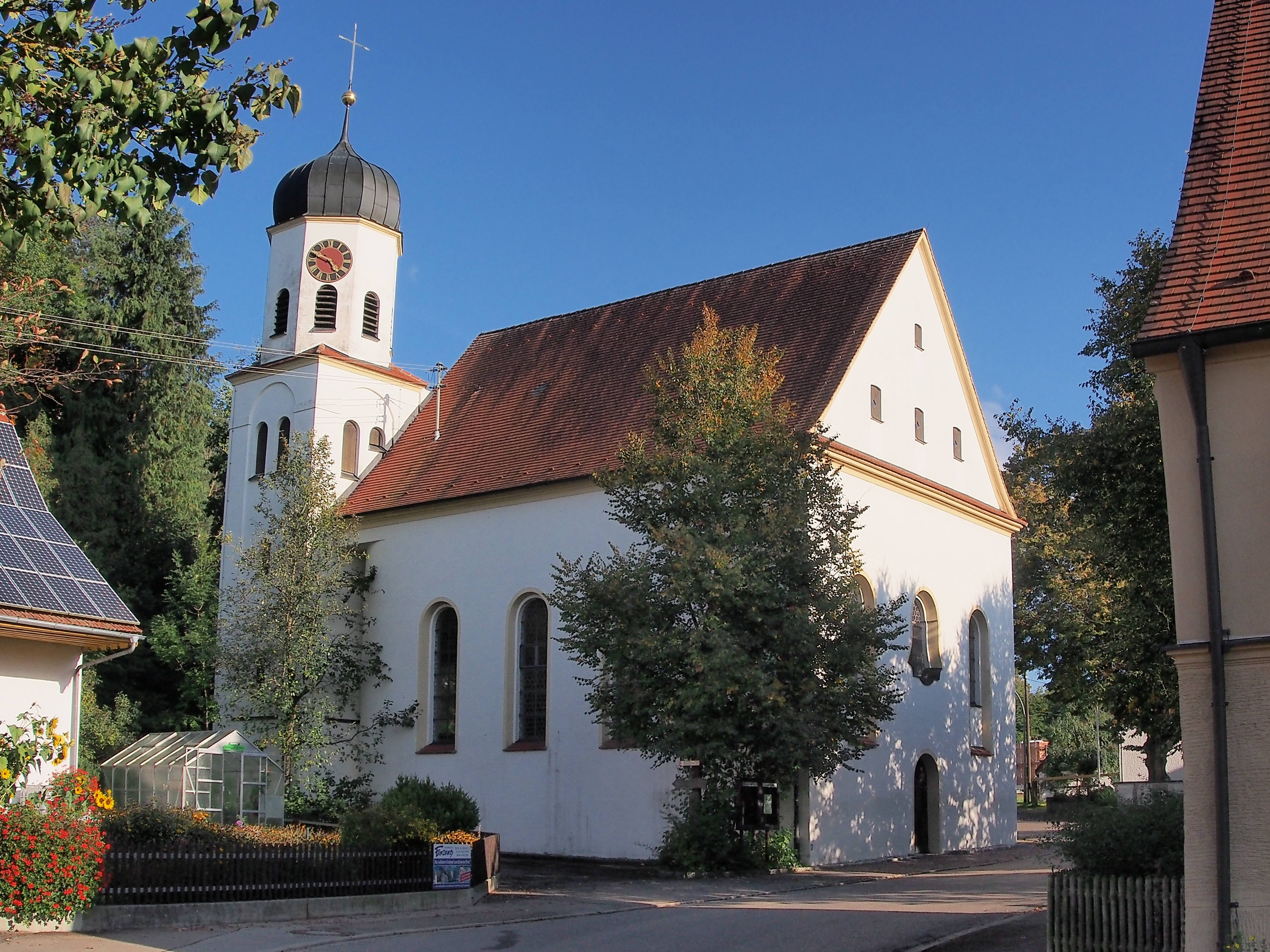
Kirche St. Michael in Osterbuch

## Wirtschaft und Infrastruktur

### Wirtschaft einschließlich Land- und Forstwirtschaft
2020 gab es in der Gemeinde 247 sozialversicherungspflichtige Arbeitsplätze. Von der Wohnbevölkerung standen 769 Personen in einem versicherungspflichtigen Beschäftigungsverhältnis. Damit war die Zahl der Auspendler um 522 Personen größer als die der Einpendler. 20 Einwohner waren arbeitslos. 2020 gab es 28 landwirtschaftliche Betriebe.
2020 betrugen die Gemeindesteuereinnahmen 1.746.000 €, davon waren 549.000 € Gewerbesteuereinnahmen (netto) und 986.000 € Gemeindeanteil an der Einkommensteuer.

### Verkehr
Von Nord nach Süd durchquert die Staatsstraße 2036 das Gemeindegebiet und den Ort Laugna. Von dort verläuft die Kreisstraße DLG 33 nach Osten.

### Bildung
In der Gemeinde gibt es eine Kindertagesstätte mit 44 Plätzen, am 1. März 2021 waren davon 43 Plätze belegt. 
Alle Schulen für die Gemeinde befinden sich in Wertingen.

### Sonstiges
Der Sportverein der gesamten Gemeinde ist der 1967 gegründete FC Osterbuch.
Die Gemeinde besitzt eine 1923 gegründete Schnapsbrennerei, die das sog. Laugnawasser herstellt. Der Schnaps wird hauptsächlich aus Äpfeln, Birnen und Zwetschgen gebrannt, das Obst stammt ausschließlich aus der Umgebung.

## Persönlichkeiten
- Bartholomäus Holzhauser (1613–1658), Schuhmachersohn aus Laugna, katholischer Priester und Ordensstifter